# Eucyrtopogon maculosus
Eucyrtopogon maculosus är en tvåvingeart som först beskrevs av Daniel William Coquillett 1904.  Eucyrtopogon maculosus ingår i släktet Eucyrtopogon och familjen rovflugor.
Artens utbredningsområde är Washington. Inga underarter finns listade i Catalogue of Life.